# Antonia Gerena Rivera
Antonia Gerena Rivera, née le 19 mai 1900 à Loíza (Porto Rico) et morte le 2 juin 2015 à Miami (Floride)  est une supercentenaire portoricaine. Elle fut la doyenne de la Floride et l'une des 7 dernières personnes nées au XIXe siècle à être encore en vie.